# Amazon Lumberyard
Chronologie des versions
CryEngine Open 3D Engine
Amazon Lumberyard est un moteur de jeu multiplate-forme gratuit développé par Amazon et basé sur l'architecture de CryEngine sous licence de Crytek en 2015.
L'intégration des fonctionnalités du moteur avec Amazon Web Services permet aux développeurs de construire ou d'héberger leurs jeux sur les serveurs Amazon, ainsi que la prise en charge de la diffusion en direct via Twitch. En outre, le moteur inclut Twitch ChatPlay, ce qui permet aux utilisateurs du flux Twitch d’influencer le jeu via le chat associé, méthode de jeu inspirée du phénomène Twitch Plays Pokémon.
Le code source est disponible pour les utilisateurs finaux avec des limitations : les utilisateurs ne peuvent pas le publier ni l'utiliser pour publier leur propre moteur de jeu.
Lumberyard a été lancé le 9 février 2016 aux côtés de GameLift, un service payant de déploiement et d'hébergement de jeux multijoueurs, destiné à permettre aux développeurs de développer facilement des jeux qui attirent des « communautés de fans importantes et dynamiques ».
Depuis mars 2018, le logiciel est en version bêta et peut être utilisé pour créer des jeux pour Microsoft Windows, PlayStation 4, Xbox One, avec une prise en charge limitée pour IOS et Android ainsi que le support de Linux et Mac en cours de planification pour les prochaines versions,.
L'intégration de la réalité virtuelle a été ajoutée à la version bêta 1.3, permettant aux développeurs de créer des jeux prenant en charge des appareils tels que Oculus Rift et HTC Vive,.
Le 6 juillet 2021, Amazon a annoncé qu'il s'associait à la Fondation Linux pour former l'Open 3D Foundation et publierait une nouvelle version de Lumberyard, rebaptisée Open 3D Engine (O3DE), sous Licence Apache 2.0.

## Liste des jeux utilisant Lumberyard
| Titre                    | Année | Développeur           | Éditeur               | Plateforme                     |
| ------------------------ | ----- | --------------------- | --------------------- | ------------------------------ |
| Crucible                 | 2020  | Amazon Game Studios   | Amazon Game Studios   | PC                             |
| New World                | 2020  | Amazon Game Studios   | Amazon Game Studios   | PC, PlayStation 5, Xbox Series |
| The Grand Tour Game      | 2020  | Amazon Game Studios   | Amazon Game Studios   | PlayStation 4, Xbox One        |
| Everywhere               | TBA   | Leslie Benzies        | Leslie Benzies        | TBA                            |
| Star Citizen/Squadron 42 | TBA   | Cloud Imperium Games  | Cloud Imperium Games  | PC                             |
| Deadhaus Sonata          | TBA   | Apocalypse Studios    | Apocalypse Studios    | TBA                            |
| Coffence                 | 2018  | Sweet Bandits Studios | Sweet Bandits Studios | PC                             |